# Antonio Blasevich
Antonio Blasevich (ur. 18 sierpnia 1902, zm. 1976) – włoski trener i piłkarz występujący na pozycji pomocnika.
W swojej karierze rozegrał 155 spotkań i zdobył 26 bramek w Serie A.

## Sukcesy
- Mistrzostwo Włoch: 1929/30